# Jugador Mundial de la FIFA 1999

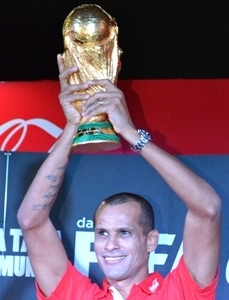
Rivaldo

La novena entrega de este premio tuvo como ganador al brasileño Rivaldo (FC Barcelona), quedando el inglés David Beckham (Manchester United) en segundo lugar y el argentino Gabriel Batistuta (Fiorentina) en tercer lugar.

## Posiciones finales
A continuación se muestran los jugadores que coparon los diez primeros puestos en esta edición.
| Puesto | Jugador           | Equipo                 | Puntos |
| ------ | ----------------- | ---------------------- | ------ |
| 1º     | Rivaldo           | FC Barcelona           | 543    |
| 2º     | David Beckham     | Manchester United      | 194    |
| 3º     | Gabriel Batistuta | Fiorentina             | 79     |
| 4º     | Zinedine Zidane   | Juventus               | 68     |
| 5º     | Christian Vieri   | Lazio / Inter de Milán | 39     |
| 6º     | Luís Figo         | FC Barcelona           | 35     |
| 7º     | Andriy Shevchenko | Dinamo Kiev / AC Milan | 34     |
| 8º     | Raúl              | Real Madrid            | 31     |
| 9º     | Andy Cole         | Manchester United      | 24     |
| 10º    | Dwight Yorke      | Manchester United      | 14     |